# Somatochlora ozarkensis
Somatochlora ozarkensis ist eine Libellenart aus der Familie der Falkenlibellen (Corduliidae), die zu den Großlibellen (Anisoptera) gehören. Sie ist nach dem Ozark-Plateau benannt.

## Merkmale
Die Imago von Somatochlora ozarkensis misst zwischen 51 und 50 Millimeter, wovon 37 bis 42 Millimeter auf den Hinterleib (Abdomen) entfallen, was innerhalb der Gattung durchschnittlich ist. Das schlanke Abdomen ist im Bereich der ersten Segmente geschwollen und weist eine weiße Musterung auf, die bei den Männchen bis zu den groben Genitallappen hinunterläuft.
Der Teil des Brustkorbes (Thorax), an dem die Flügel ansetzen, der sogenannte Pterothorax ist vorne braun und schimmert metallisch blau. Der antealare Kamm hingegen ist gelb. Dazu gesellen sich zwei gelbe Streifen auf den Seiten des Thorax. Die Beine sind bis auf die Basis schwarz. Die Hinterflügel messen 34 bis 38 Millimeter. Die Flügel sind durchsichtig und am Ansatz gold-braun getüncht. 
Im hellen Gesicht ist die Stirn (Frons) zuerst braun, dann metallisch blau. Der Scheitel (Vertex) ist braun und der Hinterkopf (Occiput) schwarz. 

## Verbreitung und Flugzeit
Die Art ist auf dem Ozark-Plateau und in Texas verbreitet. Sie fliegt zwischen Juni und Anfang August.